# ميشيل بيكولو
ميشيل بيكولو (بالإيطالية: Michele Piccolo)‏ هو لاعب كرة قدم إيطالي في مركز الهجوم، ولد في 1 سبتمبر 1985 في باديا بوليزيني في إيطاليا. شارك مع منتخب إيطاليا تحت 19 سنة لكرة القدم. أما مع النوادي، فقد لعب مع إيه أس بيتزاغيتوني وإيه سي ميلان ونادي بيرغوليتزي 1932 ونادي فيورينزولا 1922.